# Lindbergia garganoensis
Lindbergia garganoensis is een slakkensoort uit de familie van de Pristilomatidae. De wetenschappelijke naam van de soort is voor het eerst geldig gepubliceerd in 2006 door E. Gittenberger & Eikenboom.